# Аладжалов, Константин Иванович
Константи́н Ива́нович Аладжа́лов (англ. Constantin Alajalov, 18 ноября 1900, Нахичевань-на-Дону, Российская империя — 24 октября 1987, Амения, штат Нью-Йорк, США) — художник-график, иллюстратор, акварелист, эмигрант первой волны. Родился в России, в 1923 году эмигрировал в США. Сотрудничал с журналами The New Yorker, The Saturday Evening Post и Fortune. Его работы находятся в коллекциях Музея современного искусства в Нью-Йорке (англ. сокр. MoMA) и в Бруклинском музее. Умер в городке Амения штата Нью-Йорк в 1987 году.

## Биография

### Годы в России
Константин Аладжалов родился 18 ноября 1900 в армянской семье. Его младшими братьями были Семён и Степан Аладжаловы, ставшие впоследствии знаменитыми советскими художниками-плакатистами. Детство провёл в Ростове-на-Дону. Окончив гимназию, самостоятельно занялся рисованием.
В 1917-18 годах учился в Петроградском университете. Во время революции 1917 года примкнул к группе художников, обслуживающих революционную власть. По заказу рисовал агитплакаты, портреты вождей революции, расписывал агитпоезд.
В 1918 году вернулся в Ростов, где начал сотрудничать с журналом «Искусство». Участвовал в 8-й Весенней выставке Ростовско-Нахичеванского общества изящных искусств (1918), создавал графические декоративные элементы для журнала «Донская волна» (1918—1919).
В 1920 году встречался с Сергеем Есениным и нарисовал его портрет, который через девять лет был опубликован в книге Мэри Дэсти «Конец Исидоры Дункан» (Detsi M. Isadora Duncan’s end. London, 1929)
В 1923 году эмигрировал в США. По некоторым данным до этого пару лет провел в Персии и Турции В 1928 году Аладжалов получил американское гражданство.

### Годы эмиграции
В 1924 году, после долгого поиска работы, Аладжалов был приглашён расписать стены в новом ресторане русской графини Анны Зарнекау. Первые годы он часто писал фрески в частных домах, оформлял русские ночные клубы на Манхэттане («Bi-Ba-Bo Club» и др.), писал заказные портреты, занимался сценографией, рисовал афиши для театра и кино. Он также продавал свои работы журналу The New Yorker. Его иллюстрация на обложке этого журнала впервые оказалась на номере от 25 сентября 1926 года.
Приобретя популярность среди американских представителей прессы, он стал автором иллюстраций в таких популярных американских журналах как Life, Vogue, Fortune, New Masses, Vanity Fair и др. Большинство из них выполнены в мягкой юмористической манере. Также иллюстрировал книги по заказам издательств, в частности «Золушку» Элис Дюэр Миллер, «Книгу песен» Джорджа Гершвина (англ. «George Gershwin’s Song-Book»), «Семейный альбом» Павла Чавчавадзе, «От Иеговы до джаза» Хелен Кауфман и детские книги Корнелии Скиннер.
В 1940-50-е Аладжалов стал преподавателем композиции и рисунка в рисовальной школе «Феникс» в Нью-Йорке. Также он читал лекции по композиции в художественной школе Parsons и в художественной студии Александра Архипенко.
В эти же годы он провёл несколько персональных выставок в Нью-Йорке (в галерее Carstairs, 1942 год), Далласе, Голливуде и Уичито (штат Канзас). Также Аладжалов состоял в Филадельфийском акварельном клубе. В 1942 вышел в свет альбом репродукций его рисунков под названием «Жанровые картины» («Conversation pieces»), текст для которого написала известная американская журналистка Жанет Фланнер.

## Стиль
В Нью-Йорке Аладжалова вначале называли кубистом из-за похожести некоторых его иллюстраций на кубистические произведения. Аладжалов работал в разных жанрах, но полюбился публике благодаря сатирическими зарисовкам о современной Америке. В своих иллюстрациях он уделял большое внимание мелким деталям, изображая комичность повседневности в собирательных чертах своих персонажей. Некоторые считали его реалистом, работающим в очень изощрённой манере Четкие и жёсткие линии в его рисунках отсылали к жанру карикатуры. Однако сочетание их с продуманностью каждого мелкого элемента, изящной работой с цветом и сюжетом делало карикатуру в иллюстрации Аладжалова более утончённой.

## Наследие
Архив художника хранится в библиотеке университета в Саракузах, в Институте Смитсониан в Вашингтоне, в Архивном исследовательском центре Ховарда Готлиба в Бостонском университете. Представлен в Бруклинском музее, Музее современного искусства в Нью-Йорке, художественных музеях Филадельфии и Далласа.

## Работы

### Иллюстрирование книг
Книги представлены в хронологическом порядке:
- Dreier, Katherine S. Modern Art. New York: The Societe Anonyme, Inc., Museum of Modern Art, 1926
- Dreier, Katherine S. (intr.); Brinton, Christian. Modern Art at the SesquiCentennial Exhibition. New York: The Societe Anonyme, Inc., Museum of Modern Art, 1926
- Herbert, A. P. Tantivy towers, a light opera in three acts, the words.. Garden City, N. Y.: Doubleday, Doran & company, inc., 1931
- Skinner, C. O. Dithers and Jitters. New York: Dodd, Mead & Co., 1938
- Skinner, C. O. Soap behind the Ears. New York: Dodd, Mead & Co., 1941
- Skinner, C. O; Kimbrough, E. Our Hearts were Young and Gay. New York: Dodd, Mead & Co., 1942
- Miller, A. D. Cinderella retold in Verse. New York: Coward McCann, 1943
- Feld, Rose C. Sophie Halenczik, American. Boston: Little, Brown and company, 1943
- Lederer, Virginia. Married at leisure. Garden City, N. Y.: Doubleday, Doran & co., inc., 1944
- Davis, E. Esmé of Paris. New York / London: D. Appleton-Century Co., 1944
- Rorick, I. S. Outside Eden. Boston: Houghton Mifflin company, 1945
- Specialities de la Maison. New York: American Friends of France, 1949
- Chavchavadze, P. Family Album. Boston: Houghton Mifflin Co., 1949
- Skinner, C. O. Nuts in May. New York: Dodd, 1950
- Skinner, C. O. Bottoms Up! New York: Dodd, 1955
- Aurora dawn; or, The true history of Andrew Reale, containing a faithful account of the great riot, together with the complete texts of Michael Wilde’s oration and Father Stanfield’s sermon. Garden City, N. Y.: Doubleday, 1956
- Orpheus in America: Offenbach’s diary of his journey to the New World. Bloomington, Indiana University Press. [1957]
- Skinner, C. O. The Ape in Me. Boston: Houghton Mifflin Company, 1959
- Kaufmannб Helen L. From Jehovah to jazz; music in America from psalmody to the present day. Freeport, N.Y.: Books for Libraries Press. [1968]

### Другие работы
На 8-й весенней выставке Ростово-Нахичеванского Общества Изящных Искусств и Ростово-Нахичеванского союза художников участвовал работами:
- «Тореадоры»
- «Смерть Авеля»
- «Cafe-concert»
- «В Бретани»
- «Желтый парус»
- «Отдых» (эскиз к декорациям)
- «Купальщицы»
- «Апаши»
- «Два монаха».

Графические вставки в журнале «Донская волна»:
- № 5, 08.07.1918 г.
- № 14, 09.09.1918 г.
- № 15, сентябрь 1918 г.
- № 19, 21.10.1918 г.
- № 20, 28.10.1918 г.
- № 27, 16.12.1918 г.
- № 7(35), 10.2.1919 г.